# ブランデンブルク＝シュヴェート

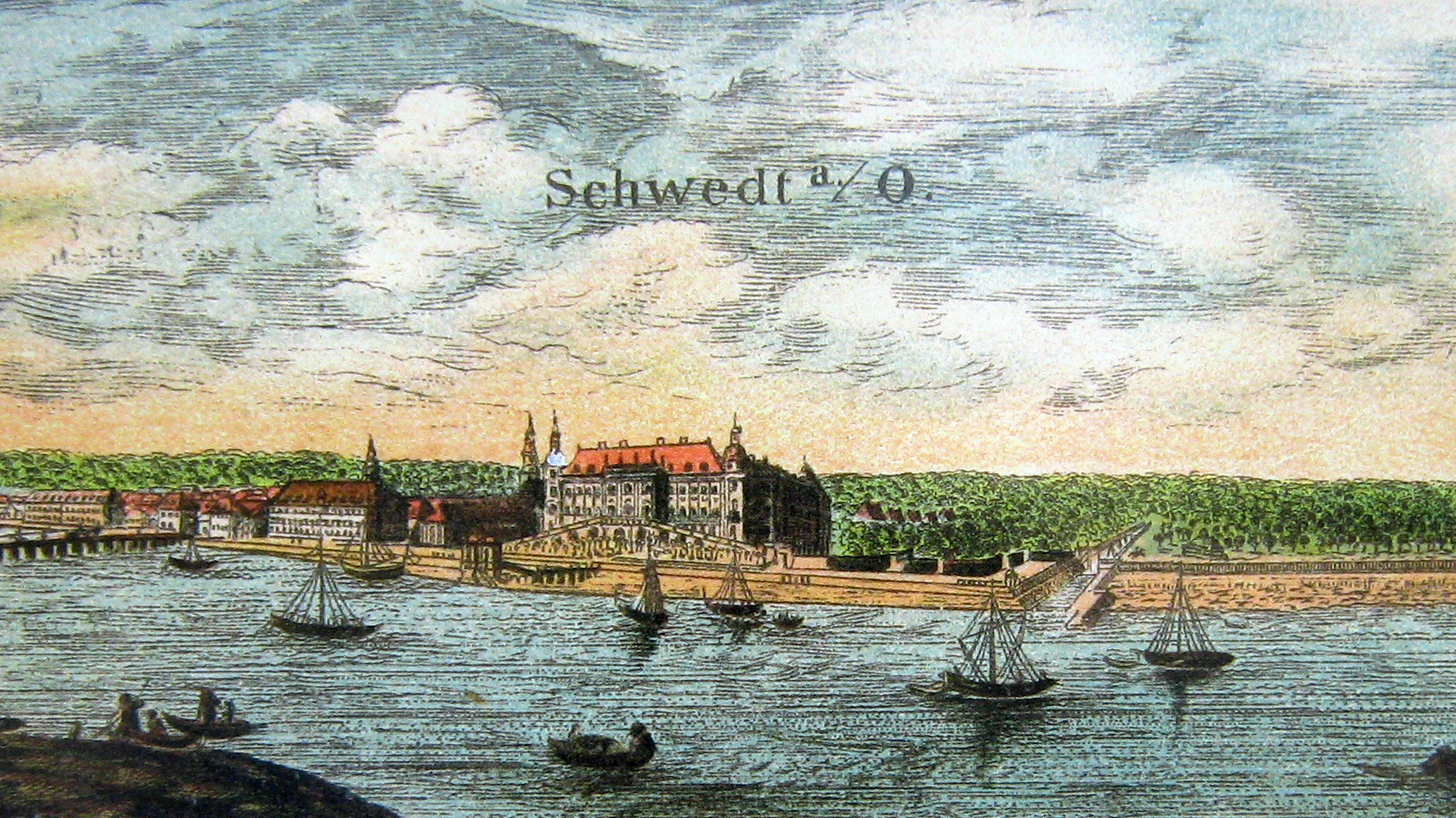
シュヴェート辺境伯家の本拠、シュヴェート城

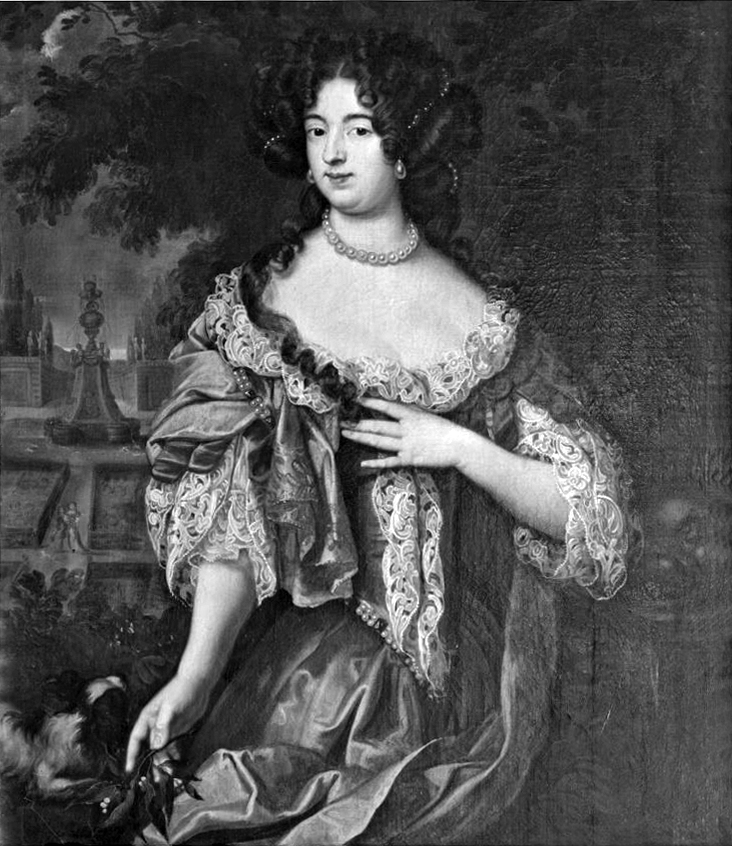
ブランデンブルク選帝侯妃ドロテア、シュヴェート辺境伯家の実質的な始祖

ブランデンブルク＝シュヴェート（Brandenburg-Schwedt）は、ブランデンブルク辺境伯領の北部に1688年から1788年にかけて存在した行政地域。ブランデンブルク＝プロイセンの支配者家門であるホーエンツォレルン家の傍系が領主として治めた。ウッカーマルク＝ノイマルク地方に属するシュヴェートおよびフィアラーデン、ヒンターポンメルン地方に属するヴィルデンブルフ（現在のポーランド領スフォブニツァ）から構成されていた。ブランデンブルク＝シュヴェート辺境伯と呼ばれた領主は主権を持たなかった。
三十年戦争の後遺症で資金繰りに苦しんでいたブランデンブルク選帝侯フリードリヒ・ヴィルヘルム（大選帝侯）は、貴族のファーレンスバッハ伯爵グスタフ・アドルフ（1629年 - 1689年）から、シュヴェートとその周辺地域を抵当に入れることを条件に2万5000ターラーを貸し付けてもらった。
大選帝侯は1668年、すでに後継者フリードリヒ（後のプロイセン王フリードリヒ1世）がいる身で後妻のグリュックスブルク公女ドロテア・ゾフィーを迎えた。選帝侯夫人ドロテアは父親の後継ぎになれない自分の産んだ息子たちに経済的な保障を残そうと考え、1670年に2万6500ターラーを支払ってシュヴェートを取り戻し、これを自分の最年長の息子フィリップ・ヴィルヘルムに相続させることにした。ドロテアはさらに多くの領地を買い上げてシュヴェートの所領を拡大したため、シュヴェート辺境伯領は3都市、3つの城、33の村、24の荘園を含む規模になった。
ドロテアは三十年戦争で荒廃したシュヴェート城の修復に努め、都市とその周辺部の経済的な発展にも力を尽くした。1686年の春には、オランダ人移民とフランスのユグノー難民が迎えられ、タバコの栽培に従事するようになった。18世紀末、ウッカーマルク地方には44km²もの広さのタバコ農地が広がり、このタバコ作付面積は当時のドイツで最大の規模を誇った。
初代のシュヴェート辺境伯フィリップ・ヴィルヘルムは領地の徹底的な開発を進め、また莫大な資金をかけて自らの居城を整備した。その長男フリードリヒ・ヴィルヘルム（「気違い辺境伯（der tolle Markgraf）」と呼ばれた）も父と同様に城の改良と美化に努め、シュヴェートをシュヴェート辺境伯の居所として定めた。フリードリヒ・ヴィルヘルムの弟で後を継いだフリードリヒ・ハインリヒも、シュヴェートを文化的中心に発展させた。
フリードリヒ・ハインリヒが1788年に死ぬとブランデンブルク＝シュヴェート辺境伯家は断絶し、シュヴェート辺境伯領はプロイセン王国に併合された。1794年、シュヴェート城はプロイセン王フリードリヒ・ヴィルヘルム2世の次男ルートヴィヒに邸宅として与えられた。

## ブランデンブルク＝シュヴェート辺境伯（当主）
- フィリップ・ヴィルヘルム（在位1688年 - 1711年）　ブランデンブルク選帝侯フリードリヒ・ヴィルヘルムの息子。
- フリードリヒ・ヴィルヘルム（在位1731年 - 1771年）　フィリップ・ヴィルヘルムの長男。1711年から1731年までプロイセン王（フリードリヒ1世およびフリードリヒ・ヴィルヘルム1世）の後見を受ける。
- フリードリヒ・ハインリヒ（在位1771年 - 1788年）　フリードリヒ・ヴィルヘルムの弟。